# British Broadcasting Corporation

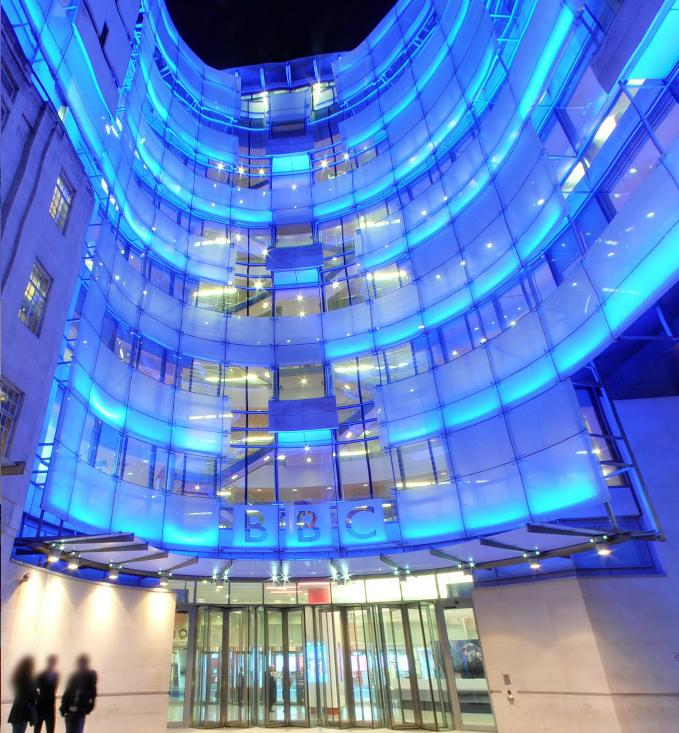
Das Broadcasting House in London ist seit 2013 der neue Hauptsitz der BBC

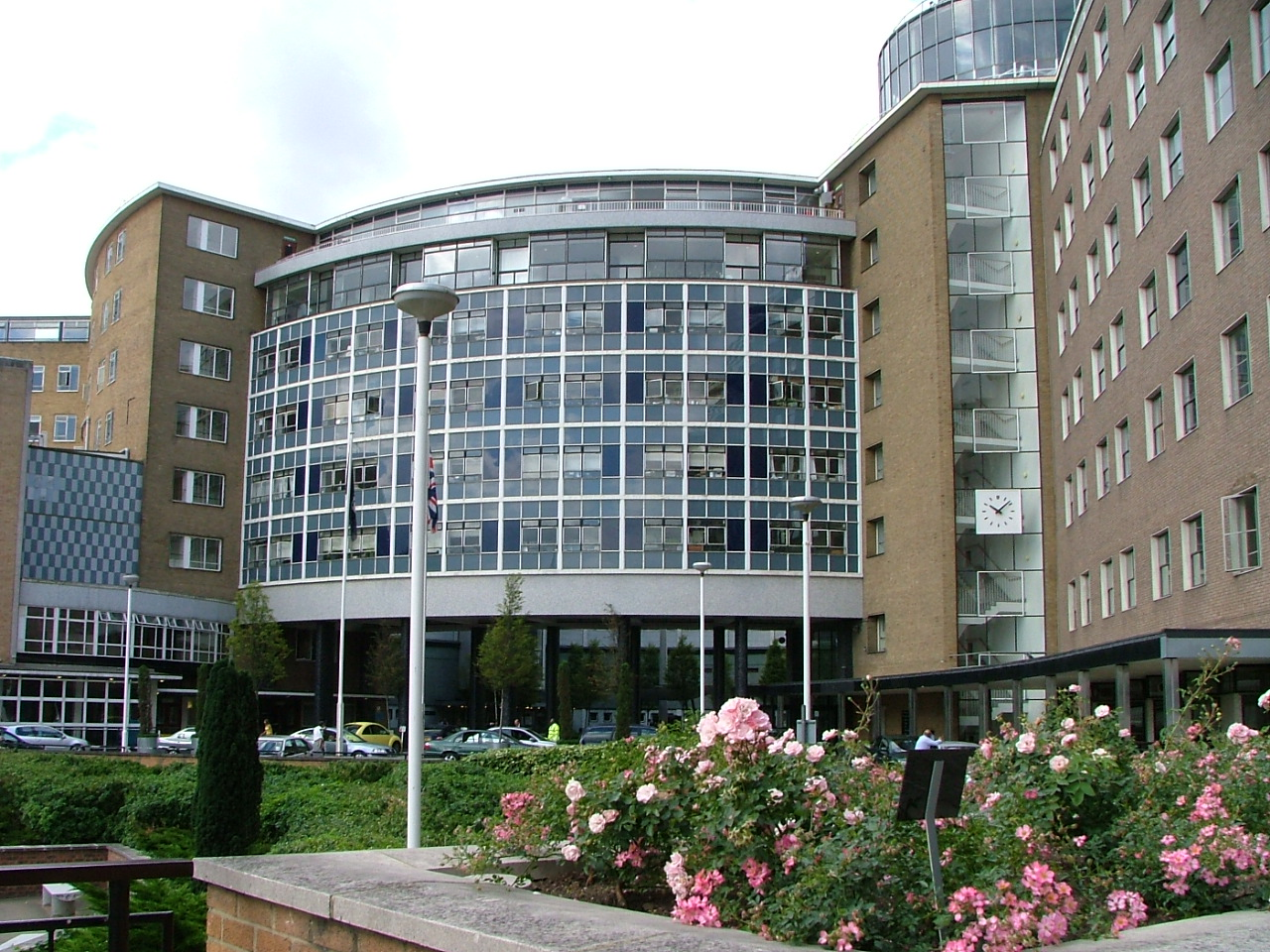
BBC Television Centre in London

Die British Broadcasting Corporation, kurz BBC [biːbiːˈsiː], ist eine öffentlich-rechtliche Rundfunkanstalt des Vereinigten Königreichs, die mehrere Hörfunk- und Fernsehprogramme sowie einen Internet-Nachrichtendienst betreibt. Sie hat ihren Sitz im Broadcasting House in Westminster, London, und ist die älteste nationale Rundfunkanstalt der Welt. Generalintendant ist Tim Davie.

## Geschichte

Logo vor 1997

Logo vor 20. Oktober 2021

### Die Anfänge
Das Privatunternehmen

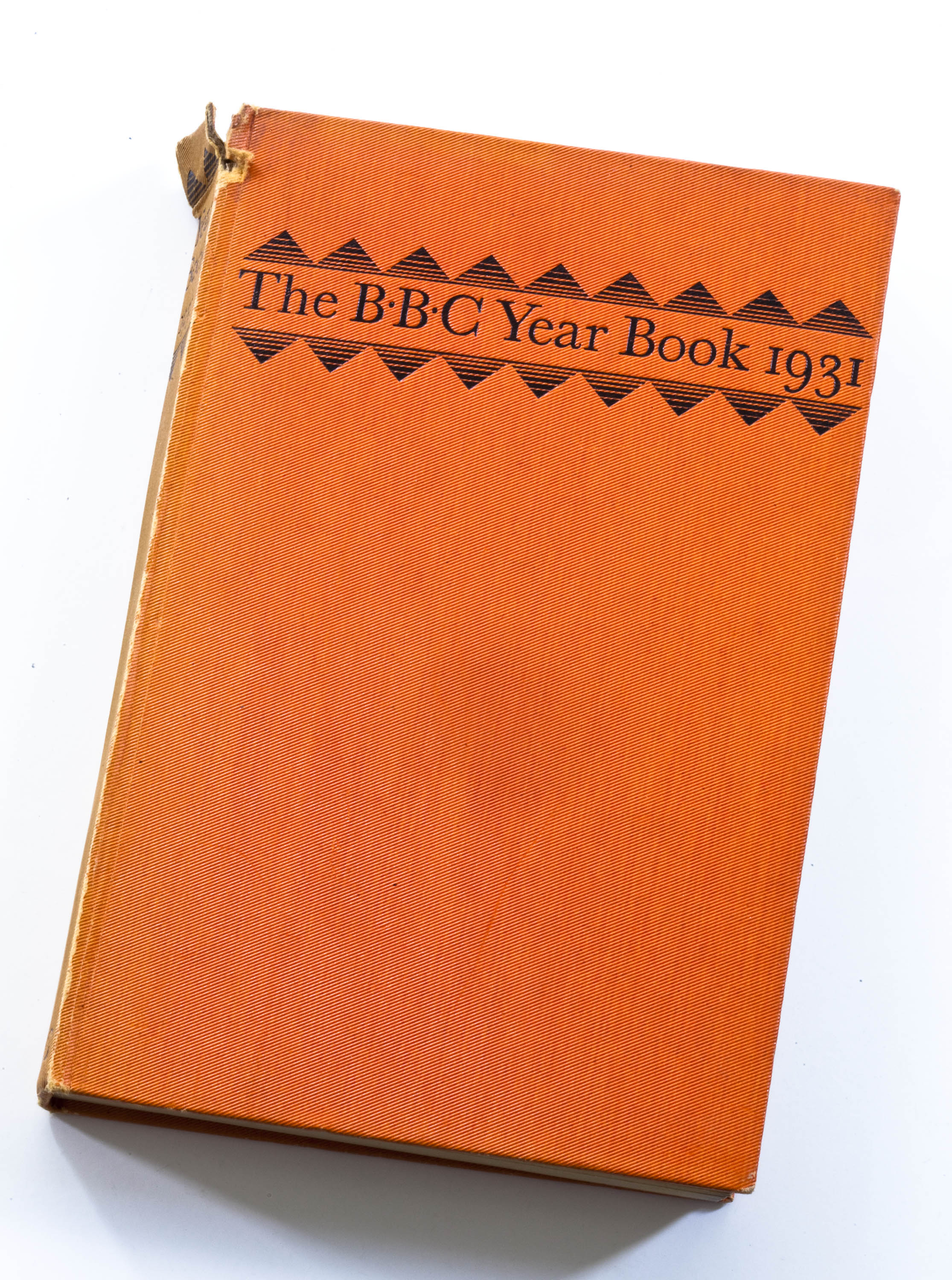
Der jährliche Almanach der BBC
The BBC Year Book 1931

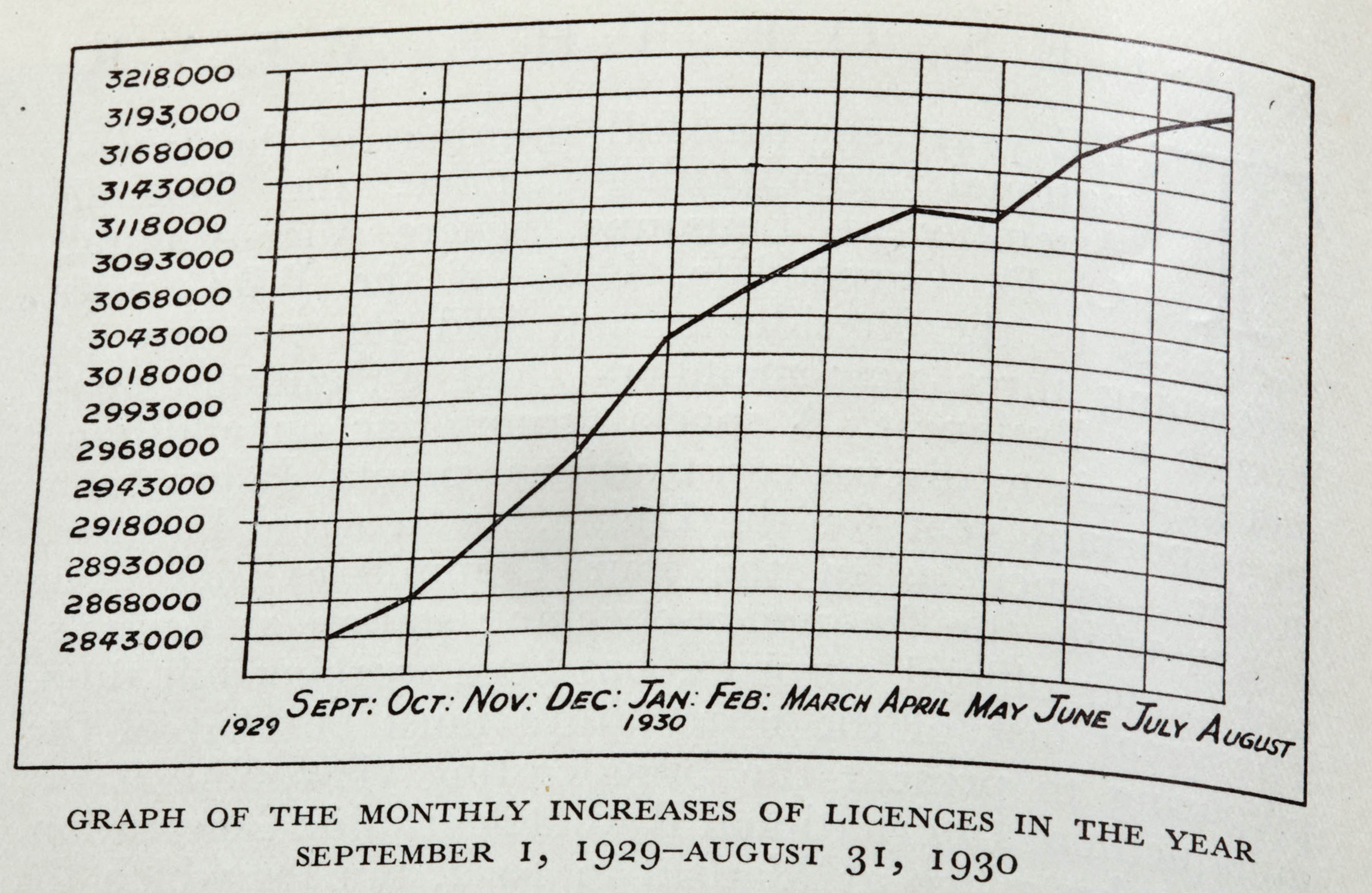
Die Rundfunklizenzen der BBC 1929 und 1930

Die British Broadcasting Company Ltd. wurde am 18. Oktober 1922 in London von britischen und amerikanischen Elektrogeräteherstellern als Kapitalgesellschaft mit einem Startkapital von 60.006 Pfund zur Absatzsteigerung von Rundfunkgeräten durch Angebot eines Rundfunkprogramms gegründet. Die sechs Unternehmen, die ein Konsortium bildeten, waren:
- Marconi’s Wireless Telegraph Company
- Vickers Electrical Company
- Radio Communication Company
- The British Thomson-Houston Company
- The General Electric Company
- The Western Electric Company

Auf den ausgeschriebenen Posten des Generaldirektors bewarb sich John Reith bei Sir William Noble, dem Vorsitzenden des Komitees des Konsortiums.
Die Lizenz bekam die neue Gesellschaft am 1. November 1922 von der königlichen Postbehörde, die auch über Kapitalerhöhungen und die Dividende zu entscheiden hatte. Am 14. Dezember wurde Reith zum Managing Director ernannt, am 15. Dezember wurde die Gesellschaft ins Handelsregister eingetragen.
Die britische Post hatte sich zunächst aus Sicherheitsbedenken gegen die Entwicklung des Rundfunks gewehrt und eine Vielzahl von Anträgen zur Aufnahme eines Hörfunkbetriebes abgelehnt. Im Jahr 1922 änderte sich angesichts des steigenden Andrangs potentieller Anbieter und Interessenten ihre Haltung, und sie entschied, eine einzige Lizenz zu vergeben. Damit sollte eine als unübersichtlich empfundene Situation wie in den USA, in denen weitgehend ohne Aufsicht eine Vielzahl unterschiedlicher Anbieter Programme ausstrahlten, vermieden werden.
Die BBC erhielt somit eine konkurrenzlose Monopolstellung. Dies veranlasste den Unternehmer Leonard Plugge 1931 zur Gründung der International Broadcasting Company, die Sendezeit bei Rundfunkstationen im europäischen Ausland mietete und an britische Werbekunden vermittelte. Das Monopol der BBC wurde erst 1955 mit der Einführung der Independent Television gebrochen, das Hörfunkmonopol 1973 mit dem Betriebsbeginn von Independent Local Radio.
Reiths Vision war ein Sender, der neben Bildung und Information (1930 wurde eine Abteilung mit dem Namen Research Department geschaffen) Unterhaltung bot und dabei unabhängig von der Regierung und frei von Werbung sein sollte. Die Einnahmen der Betreibergesellschaft ergaben sich aus dem Verkauf von Rundfunkgeräten und der Ausstrahlung von Sendungen, die von Tageszeitungen wie der Daily Mail gesponsert wurden. Die Gesellschaft erhielt einen Teil der von den Rundfunkgerätebesitzern bei der Post zu entrichtenden Nutzungsgebühr.
Die Entwicklung des Umsatzes und der Beschäftigtenzahlen verlief positiv: Am 31. Dezember 1922 gab es 35.774 Empfangsgenehmigungen. Das Personal der BBC bestand anfangs aus 4 Angestellten, von 1923 an aus 177. Ende 1924 gab es bereits mehr als eine Million Gebührenzahler, 20 Sendestationen und 465 Angestellte. Ende 1926, vor der Umwandlung der Gesellschaft, gab es 2,5 Mio. Gebührenzahler und 773 Angestellte.
Ebenso verlief die technische Entwicklung: Die erste Ausstrahlung eines Hörfunkprogramms fand schon am 14. November 1922 aus einem Londoner Studio statt. Einige Tage später wurde auch aus Birmingham und Manchester gesendet. Bis 1925 wurde durch Inbetriebnahme des Langwellen-Senders Daventry das Sendegebiet nahezu auf die ganze britische Insel ausgedehnt.
Gründe für eine sich anbahnende Aufgabe der Unternehmensform einer privaten Kapitalgesellschaft im Jahr 1926 waren die geringen Gewinne aus dem Verkauf von Rundfunkgeräten (viele Kunden bauten sich ihre Geräte selbst) und die Investitionskosten für die schnelle Expansion, für die die der BBC zugewiesenen Gebührenanteile nicht ausreichten. Angesichts der Finanzierungslücke schien den Anteilseignern eine künftige Finanzierung durch allgemeine Gebühren und damit eine stärkere Anbindung der BBC an den Postmaster General und die Regierung attraktiv.
Außerdem blockierte der Generalstreik von 1926 alle Medien außer dem Rundfunk, sodass erstmals seine politische Bedeutung unübersehbar war. Während des Streiks gelang es Reith, das Vertrauen des Publikums zu gewinnen und als neutraler Berichterstatter beider Seiten zu wirken, was die Reputation der BBC auf lange Sicht bestimmen sollte. Dabei entging dem Publikum jedoch, dass die Regierung Reith nur deshalb das Vertrauen ausgesprochen und ihm Sendeaufträge erteilt hatte, weil er ihre ablehnende Meinung gegenüber dem Streik teilte. Mangels alternativer Nachrichtenquellen konnte die Hörerschaft der BBC auch nicht wissen, dass Reith beispielsweise Vertretern der Labour Party keine Gelegenheit zur Stellungnahme gegeben und einen Friedensaufruf des Erzbischofs von Canterbury mit Verzögerung gesendet hatte. Medienwissenschaftler kommen daher zu dem Schluss, dass die BBC während des Streiks die „moderne Propaganda in ihrer britischen Form“ erfunden habe.
Umwandlung in eine Körperschaft des öffentlichen Rechts
Am 31. Dezember 1926 wurden die Arbeitsverträge der 773 Angestellten der BBC aufgehoben. Mit der Auflösung der Gesellschaft wurden alle Anteilseigner zum Nennwert ihrer Anlagen ausgezahlt. Alle Vermögenswerte, Anlagen und Urheberrechte wurden auf den Postmaster General übertragen. Damit hörte die British Broadcasting Company Ltd. auf zu bestehen. Am 1. Januar wurde stattdessen die British Broadcasting Corporation eingerichtet und alle Vermögenswerte auf sie übertragen. John Reith wurde in den Ritterstand erhoben und zum ersten Generaldirektor der neuen BBC ernannt. Die bisherigen Angestellten bekamen neue Arbeitsverträge.
Grundlage der Umwandlung war die Royal Charter vom 20. Dezember, die von der Crawford-Kommission des Parlaments am 5. März 1926 gefordert worden war: Die BBC Ltd. sollte durch eine regierungseigene nichtkommerzielle Kommission übernommen werden.
In Hinsicht auf die Aktualität und Neutralität der Berichterstattung sowie die Transparenz der Quellen spielte die BBC weltweit eine Vorreiterrolle. Bereits Anfang der 1930er Jahre bezog die Redaktion der Nachrichtensendung News Bulletin ihre Informationen von vier Presseagenturen.
1929 war die BBC so populär, dass sich Animositäten mit den etablierten älteren Medien und Veranstaltungsstätten ergaben. So beklagten Bühnen und Orchester, die BBC halte viele Menschen davon ab, abends auszugehen. Künstleragenturen verboten ihren Kunden, im Rundfunk aufzutreten, da sie befürchteten, die vermeintlich „fade“ Präsentation im Hörfunk schade ihrem Ruf. Die Schallplattenindustrie dagegen begann um 1928 bereits Musiker unter Vertrag zu nehmen, die über die BBC berühmt wurden. Und das neue Genre des Hörspiels war so beliebt, dass dem Sender in den wenigen Jahren seines Bestehens 6.000 Manuskripte zugesandt wurden – die meisten jedoch für die Bühne geschrieben und als Hörstück ungeeignet.
1932 startete die BBC die ersten regelmäßigen Kurzwellensendungen über den Sender Daventry.
Im Sommer 1933 koppelte die BBC zwei Sender, nämlich West National und London National, auf der Gleichwelle 1147 kHz. Dazu musste die Leistung beider Sender reduziert werden, um Störungen im Überlappungsgebiet zu minimieren. Der Versuch war der erste seiner Art.
Die erste regelmäßige Fernsehausstrahlung der BBC fand am 2. November 1936 durch den BBC Television Service statt, seit 1929 hatte es bereits Fernsehversuchssendungen gegeben. Die BBC produzierte dabei die Sendungen in zwei verschiedenen Verfahren, einerseits dem Zwischenfilmverfahren, andererseits dem Marconi-Emi-System mit 405 Zeilen, während das 1935 in Deutschland eingeführte System nur 180 Zeilen aufwies. Das Fernsehen pausierte jedoch für die Zeit des Zweiten Weltkrieges ab dem 1. September 1939; es bestand unter anderem die Befürchtung, dass feindliche Flugzeuge die Strahlen des Ultrakurzwellensenders als Leitstrahl verwenden könnten. John Reith wurde 1940 in den Adelsstand erhoben.
Zu Beginn des Zweiten Weltkriegs sendete die BBC Auslandsprogramme in neun Sprachen, bei Kriegsende waren es neununddreißig Sprachen. Hauptprinzip war immer, die Wahrheit und keine Propagandalügen zu verbreiten. Im Krieg war die BBC (mit 11.500 Mitarbeitern in London) neben Radio Beromünster (Schweiz) die wichtigste ausländische Informationsquelle für Millionen deutsche Radiohörer. Vom Oktober 1940 bis zum 10. Mai 1945 wurden Thomas Manns im amerikanischen Exil formulierten Ansprachen im deutschsprachigen Programm der BBC unter dem Sendetitel Deutsche Hörer! ausgestrahlt. Zu den Mitwirkenden der Sendung Hier sprechen deutsche Kriegsgefangene zur Heimat gehörte u. a. Karl-Eduard von Schnitzler.
Die Fernsehsendungen wurden 1946 wieder aufgenommen. 1955 erhielt das Fernsehprogramm Konkurrenz durch die ITV. Im Jahr 1958 erfolgte die Erstausstrahlung der heute am längsten laufenden Kindersendung der Welt, Blue Peter. 1964 wurde die Ausstrahlung des zweiten Fernsehprogramms aufgenommen, worauf der Name des ersten Programms auf BBC One geändert wurde. BBC Two wurde hingegen am 1. Juli 1967 der erste Sender Europas, der im neuen PAL-System in Farbe empfangen werden konnte. BBC One begann Farbsendungen erst 1969 und blieb parallel dazu bis 1985 auch in Schwarz-Weiß in der Fernsehnorm A aus dem Jahr 1936 empfangbar.
Jüngere Geschichte
1997 wurde das terrestrische Sendernetz der BBC für 244 Millionen Pfund an Castle Transmission Services (Crown Castle) verkauft. Die BBC mietet seitdem die Sendeanlagen für die Ausstrahlung ihrer Programme unter anderem dort an. 2004 und 2005 wurden zudem die Rundfunktechnik und Teile der Produktion an Investoren verkauft.
Heute sendet der BBC World Service in über 40 Sprachen über Kurzwelle und Satellit. Seit etwa 2000 stellt die BBC ihre Programme auch über Kabel, Satellit und Antenne empfangbare digitale Formate (DAB, DVB-C, DVB-S und DVB-T) um. Das ermöglichte eine Reihe neuer Sender (BBC Three, BBC Four, CBeebies, CBBC Channel, BBC Parliament und BBC News) zu starten, sowie zahlreiche internationale Angebote wie beispielsweise BBC World News und BBC Prime. Seit 2009 wird ausschließlich digital gesendet.
Im Juli 2003 geriet die BBC-Berichterstattung durch die Affäre um den Tod des britischen Biowaffen-Experten David Kelly unter Druck. Die Untersuchungskommission zum Selbstmord von Kelly hatte einen BBC-Beitrag als unhaltbar kritisiert, der behauptete, dass die Regierung Geheimdienstinformationen über Massenvernichtungswaffen vor dem Krieg im Irak aufgebauscht haben soll. Die BBC habe wichtige Fakten nicht überprüft und diesen Fehler später nicht eingestanden. Kelly sollte die Informationen für den Bericht geliefert haben. Nach der Veröffentlichung der Ergebnisse im Januar 2004 im Hutton-Bericht entschuldigte sich die BBC mehrmals bei Premierminister Tony Blair. Innerhalb der BBC war daraufhin ein heftiger Streit entbrannt. Mitarbeiter warfen der Leitung vor, den Bericht Lord Huttons akzeptiert zu haben, obwohl BBC-Anwälte darin zahlreiche Fehler entdeckt hätten. Die BBC-Anwälte bemängelten, dass zwölf wichtige Bereiche in Lord Huttons Bericht ignoriert worden seien. Die Ergebnisse des vorgestellten Berichts seien demnach falsch.
BBC-Insider erklärten dem Blatt The Independent, dass der Bericht der Anwälte eine breite Basis für das Unternehmen geboten hätte, Lord Huttons Ergebnisse anzufechten – vielleicht sogar auf dem juristischen Weg. Dies, heißt es in dem Zeitungsbericht, sei jedoch innerhalb der BBC-Führung nur kurz beraten und dann verworfen worden. Stattdessen sind als Konsequenz Generaldirektor Greg Dyke und Aufsichtsratschef Gavyn Davies zurückgetreten.
Im Herbst 2004 begann die BBC, ihre Archive der Öffentlichkeit zur Verfügung zu stellen. Inzwischen sind über 1 Million Programmbeiträge aus der gesamten Geschichte der BBC abrufbar.
Das Archivmaterial kann unbegrenzt genutzt werden, nur die kommerzielle Nutzung ist untersagt.
Die BBC galt Anfang des 21. Jahrhunderts trotz ihrer Vorreiterrolle in der Einführung moderner Technologien (beispielsweise Ceefax (BBC-Videotext), Internet, digitale Ausstrahlung) mit ihren zentralistischen und bürokratischen Strukturen sowie einem überdimensionierten Verwaltungsapparat als schwerfällig und teuer. Angesichts dieses Reform- und Verschlankungsbedarfs der BBC kündigte BBC-Generaldirektor Mark Thompson im Dezember 2004 an, dass bis 2007 2900 Stellen von insgesamt über 27.000 Stellen, 2500 davon in der Verwaltung, gestrichen würden. Ferner kündigte er Einsparungen von 320 Millionen Pfund pro Jahr an. Etwa 1800 Mitarbeiter, bis zu 50 Prozent von allen, sollen bis spätestens 2013 in ein neues Funkhaus in die Nähe von Manchester umziehen.
Anfang März 2005 entschied die britische Regierung, die Royal Charter, die Ende 2006 auslief, um zehn Jahre zu verlängern. Das Prinzip der Gebührenfinanzierung sollte dabei vorerst bestehen bleiben. Außerdem sollten das Management und das Aufsichtsgremium der BBC reformiert werden. Bislang überwachte das BBC Board of Governors die Anstalt. An dessen Stelle trat ab 2007 das BBC Trust.
Für neue Dienste wie den iPlayer (seit Ende 2007, die Mediathek) prüft ein oft zitierter Public-Value-Test den gesellschaftlichen Mehrwert verglichen mit kommerziellen Angeboten. Ein Qualitätsbegriff des Publikums ist nur ungenauer als die Einschaltquoten zu messen.
Unter politischem Druck wurden im Frühjahr 2010 Pläne laut, um Ausgaben einzusparen, zwei Radiosender zu schließen und Webinhalte auf die Hälfte zu reduzieren. Im Oktober 2010 erreichte die neue britische Regierung (Kabinett Cameron I) im Rahmen ihrer umfassenden öffentlichen Sparmaßnahmen, dass die Rundfunkgebühr der britischen Fernsehzuschauer für die nächsten sechs Jahre auf jeweils 145,50 Pfund (rund 166 Euro) pro Jahr eingefroren wird. Insgesamt musste die BBC einen Verlust von 16 Prozent ihrer öffentlichen Finanzierung bis 2016 hinnehmen. Der britische Staat sparte damit jährlich 340 Millionen Pfund. Die Fernsehgewerkschaft Betcu rechnete mit Stellenstreichungen, da nach ihrer Aussage sonst keine Einsparungen in dieser Höhe möglich seien. Erste Überlegungen, die BBC solle künftig die Gebührenbefreiung für Senioren über 75 Jahren selbst übernehmen, wurden verworfen. Stattdessen war eine wesentliche Änderung, dass die Kosten für den World Service (den Auslandsdienst in 33 Sprachen) nicht mehr vom Außenministerium getragen werden, sondern von der BBC selbst übernommen werden müssen. Der World Service hatte bis dahin für Großbritannien als ehemalige Kolonialmacht (siehe British Empire) eine große Bedeutung für die eigene Außendarstellung.
Am 16. Februar 2016 wurde das Senden auf BBC Three eingestellt. Die Rechte an einigen Serien wurden abgegeben und alles andere in den iPlayer verlegt.
Nach kritischen Berichterstattungen der BBC gegenüber dem Brexit und gegenüber Äußerungen von Premierminister Boris Johnson wurde über eine Verkleinerung der Anstalt durch das Kabinett Boris Johnson II diskutiert. Demnach sollten bis auf Sender wie Radio 3 und Radio 4 zahlreiche Rundfunkangebote verkauft werden. Statt über Rundfunkabgaben sollte die Finanzierung durch Abonnements erfolgen.
Im Frühjahr 2023 verschärfte sich der politische Streit um die BBC, als der Fußballexperte Gary Lineker die Haltung der Regierung gegenüber der Sendeanstalt in sozialen Medien mit Nazi-Methoden verglich. Der Skandal erhielt wegen der Nähe des damaligen Vorstandsvorsitzenden (Chairman of the Board) Richard Sharp zu der regierenden Konservativen Partei besondere Bedeutung.
Sharp trat im April 2023 als Vorstandsvorsitzender zurück, nachdem in einem Bericht festgestellt worden war, dass er mögliche Interessenkonflikte im Zusammenhang mit seiner Rolle bei der Vermittlung eines Darlehens an Premierminister Boris Johnson nicht offengelegt hat.

### Budget
Die BBC wird hauptsächlich durch Rundfunkgebühren finanziert, die Zusammensetzung des Budgets ist jedoch etwas anders als bei den öffentlich-rechtlichen Rundfunkanstalten in Deutschland.
Die BBC verfügt mit einem Budget von rund 4,7 Mrd. Pfund (etwa 5 Mrd. Euro) in 2013/14 über das zweithöchste Budget der englischen Sender, hinter 6,471 Mrd. £ von British Sky Broadcasting in 2013/14 und vor den 1,843 Mrd. £ von ITV.
Die Hauptquelle der Finanzierung der BBC besteht in TV-Lizenzen, die jeden britischen Haushalt bis 2024 pro Jahr 159 £ kosten, danach mit der Inflation entsprechenden Erhöhungen. Die Lizenz ist Voraussetzung für den Fernsehempfang in Großbritannien, während für den Betrieb eines TV-Geräts zu anderen Zwecken keine Lizenz benötigt wird. Der Preis für die Lizenz wird von der Regierung festgelegt und über das Strafrecht durchgesetzt.
Die Einnahmen aus kommerziellen, internationalen Lizenzgeschäften via BBC Worldwide haben in den letzten Jahren deutlich zugenommen, woraus z. B. 2004/2005 145 Mio. £ (129 Mio. Euro) zum Kerngeschäft beigesteuert wurde.

## Hintergrund zum Status der BBC
Die BBC war anfangs auch stark auf die Informationsversorgung der britischen Kolonien und der Commonwealthstaaten ausgerichtet.
Ab 1932 versorgte der damalige Empire Service diese Gebiete. Der spätere Auslandsdienst BBC World Service verdiente sich aber auch Reputation durch die unabhängige Informationsversorgung von Krisen- oder Kriegsgebieten weltweit. Dies ist ein grundlegender Unterschied zum deutschen Auslandsprogramm, der Deutschen Welle, welche neben der Nachrichtenversorgung deutscher Hörer im Ausland insbesondere zur Aufgabe hat, Deutschland zu repräsentieren. Darunter zählen vor allen Dingen Kulturberichte und die Näherbringung der deutschen Sprache.
Besondere Bedeutung erlangte das deutsche Programm der BBC (der sogenannte Londoner Rundfunk), das aus dem weltbekannten Bush House in London sendete, in den Weltkriegsjahren zwischen 1939 und 1945. Das verbotene Abhören von BBC London war in Deutschland meist die einzige Möglichkeit, um an gesicherte Informationen über die Kriegssituation und die Frontlage zu gelangen. Darauf standen hohe Strafen. So wurde beispielsweise der Jugendliche Helmuth Hübener vom Volksgerichtshof wegen Abhörens von Feindsendern zum Tode verurteilt. Er hatte die Radiosendungen mit Durchschlägen auf Flugblätter gedruckt und in Hamburg verteilt. Die vier tiefen Paukentöne „domm domm domm dommm“ (das umgesetzte Kopfmotiv aus Beethovens 5. Sinfonie) wurden während des Zweiten Weltkriegs von der BBC wegen ihrer Bedeutung als Buchstabe „V“ für „Victory“ im Morse-Alphabet (· · · −) als Jingle verwendet. Dieses damalige Erkennungszeichen von BBC London wurde zur Legende. Auch zu Zeiten des geteilten Deutschlands war der Londoner Rundfunk ein wichtiges Medium, aus dem sich die Hörerschaft der DDR eine nicht staatlich verordnete Meinung bilden konnte. Die Sendereihe „Brief ohne Unterschrift“, bei der Hörerpost aus der DDR verlesen wurde, hatte Kultstatus. Das deutsche Programm der BBC wurde nach über sechzig Jahren aus Kostengründen im März 1999 eingestellt.
Im Nachkriegsdeutschland war die BBC Vorbild für den Aufbau eines vom Staat unabhängigen Rundfunksystems. Ein Missbrauch der Medien durch den Staat wie in der NS-Zeit sollte damit verhindert werden. Nach dem Vorbild der BBC entstand in der britischen Zone der NWDR, der mit Hugh Greene anfangs auch einen britischen Intendanten hatte.
Der Heimdienst der BBC, der wahrheitsgemäß über den Kriegsverlauf berichten wollte, fand sich während der Kriegszeit Versuchen der Einschränkung durch Ministerien „zum Schutz des Landes“ gegenüber. Trotzdem drang sie meist durch und etablierte sich in den Worten von Felix Simon in der NZZ als eine „Organisation im Dienste der Bevölkerung, ja als öffentliches Gut“.
Ein großer Schwerpunkt der BBC ist die Bildung. Die Bildungssendungen sind auch auf DVD, VHS zu erwerben. Mittlerweile sind einige der BBC-Reportagen auch synchronisiert im deutschen Fernsehen, beispielsweise auf dem Privatsender VOX unter der Bezeichnung BBC Exklusiv, zu sehen.
Die BBC verkauft weltweit ihre Fernsehsendungen (insbesondere Dokumentationen, Fernsehfilme, Comedyserien) und lizenziert eigenentwickelte Unterhaltungsformate.
Im Inland hat die BBC, die weltweit größte gebührenfinanzierte und öffentlich-rechtliche Rundfunkanstalt, immer noch eine nicht zu unterschätzende Medienmacht. Den Hauptanteil der Sendefrequenzen belegt trotz der Einführung eines dualen Rundfunksystems im Jahr 1955 immer noch die BBC. Im Vergleich zu Deutschland sind nur relativ wenige private Rundfunk- und Fernsehprogramme (insbesondere ITV, Channel 4, Five und der Bezahlfernsehsender BSkyB) lizenziert. Die Situation in Großbritannien entspricht hier vielmehr jener in Österreich, wo der öffentlich-rechtliche ORF großen Einfluss ausübt.
BBC Worldwide, die kommerzielle Tochter der BBC, nutzt u. a. in Joint Ventures Rechte und Inhalte der BBC zunehmend. Ihr Umsatz betrug im Geschäftsjahr 2006/2007 außerhalb Großbritanniens ca. 810 Millionen britische Pfund (GBP), der Gewinn ca. 111 Mio. GBP.

## Organisationsstruktur
Board/AufsichtsratDer BBC Board ersetzt seit April 2017 unter dem seinerzeit neu ergangenen königlichen Statut (Royal Charter) den vormaligen BBC Trust als oberstes Aufsichtsorgan. Die Mitglieder werden auf Vorschlag der Regierung von dem aktuellen Monarchen ernannt. Die vier Landesteile Großbritanniens sind durch von den Landesregierungen vorgeschlagene Personen repräsentiert.:Der Board besteht aus insgesamt 14 Mitgliedern. Zu den Repräsentanten der Landesteile kommen Mitglieder, die von einem besonderen Ausschuss der BBC (Board’s Nominations Committee) vorgeschlagen werden.
Staatsaufsicht und Office of CommunicationsDie externe Aufsicht liegt auf Seiten des Staates und der Ofcom-Aufsichtsbehörde. Die Regierung hat weitgehende Kontroll-Befugnisse bis hin zum Entzug der staatlichen Lizenz. Allerdings hat sich der Staat bei Eingriffen bisher zurückgehalten. „In der Praxis besteht ein weitgehender Aufsichtsverzicht des Ministeriums.“:138
Royal Charter/Königliches StatutRechtliches Fundament der Organisation ist die sog. Royal Charter der BBC. Die gegenwärtig gültige Charter ist seit dem Jahr 2017 bis Ende 2027 gültig.
Executive Committee/GeschäftsführungDas Executive Committee ist zuständig für das operationale Geschäft des Senders. Dem Gremium gehören der Generaldirektor sowie zehn Direktoren und Chief Officers an.: Generaldirektor ist Tim Davie, der bereits seit 1994 Chefredakteur der BBC war.: Neben dem Generaldirektor sind Mitglieder der Geschäftsführung:
- der Leiter des Kundenmanagements (Chief Customer Officer),
- der Leiter der Finanzabteilung (Chief Financial Officer),
- der Leiter der BBC-Studios (Chief Executive Officer at BBC Studios),
- der Direktor für Unternehmensangelegenheiten der Gruppe (Group Corporate Affairs Director),
- der Verantwortliche für Programminhalte (Chief Content Officer),
- der Leiter des Personalwesens (Chief People Officer),
- der Direktor der Gruppe für Strategie und Leistungsmanagement (Group Director of Strategy and Performance),
- der Koordinator für Landesprogramme (Director, Nations),
- der operative Geschäftsführer(Chief Operating Officer) und
- der Direktor für Nachrichten und aktuelle Berichterstattung (CEO, BBC News and Current Affairs).

## Empfang
Die Verschlüsselung der Programme wurde bereits im Jahre 2003 aufgehoben, somit ist der Empfang aller BBC-TV-Sender grundsätzlich möglich. Laut Süddeutscher Zeitung erreicht die BBC mit ihrem Programm jede Woche mehr als 460 Millionen Menschen weltweit.
Aufgrund der Marktdominanz der British Sky Broadcasting wurde mit einer Reihe britischer Sender die Vereinigung Freesat eingerichtet, unter anderem mit den Sendern der ITV, Channel 4 und im Laufe von 2008 auch Channel Five. Ziel ist eine bessere Vermarktung dieser Sender als Alternative zum Pay-TV. Freesat wird auch künftig unverschlüsselt ausgestrahlt.
Seit Anfang 2014 erfolgt die Übertragung allerdings über Astra 2E und 2F auf 28,2 Grad Ost, deren „Spotbeam“-Ausstrahlung stark auf die Britischen Inseln fokussiert ist. Dadurch ist der Empfang in Deutschland nur noch im westlichen Teil problemlos möglich. 2015 wurden Astra 2E und 2F durch 2G ergänzt. Die Signalstärke des Spotbeams dieser Satelliten fällt ungefähr östlich der Linie Bremen–München sehr stark ab. Somit ist östlich dieser Linie, wenn überhaupt, nur noch ein durchgehender Empfang mit Antennendurchmessern ab 150 cm möglich. Hier schwankt der Empfang sehr stark im Tages- und Jahresverlauf. Die notwendige Antennengröße steigt in Richtung Osten weiter stark an. Etwa im Bereich zwischen neuen und alten Bundesländern befindet sich die empfangstechnische Nulllinie. Hier ist selbst mit sehr großen Spiegeldurchmessern (>300 cm) nur noch zeitweise Empfang möglich. Im Bereich Rostock / Berlin steigt der Signalpegel auf Grund eines Nebenkeuleneffektes wieder leicht an. Da die exakte Sendecharakteristik (Footprint) außerhalb der vorgesehenen Ausleuchtzone nicht veröffentlicht wird, gibt es für diese Bereiche in Deutschland auch keine offiziellen Angaben. Die Sendecharakteristiken von Astra 2E, 2F und 2G unterscheiden sich geringfügig.
Auf der Westseite Europas, im Bereich von Spanien, fällt das Signal ähnlich stark ab.
BBC1 und BBC2 verfügen über mehrere Regionalprogramme. BBC4 sendet ab 20 Uhr (MEZ). Davor werden die Frequenzen von CBBC und CBeeBies für das Kinderprogramm genutzt.
Die Programme BBC News, BBC Alba (gälisches Programm oft mit englischen Untertiteln) und BBC Parliament werden ebenfalls über Spotbeams übertragen. Gleiches gilt für insgesamt sieben sog. BBC-Streams (Red-Button-Kanäle), die für interaktive Programme genutzt werden. Die britische Red-Button-Funktion setzt einen Receiver mit entsprechender englischer Werkseinstellung voraus. Die HD-Programme von BBC senden mit einer Auflösung von 1080i Zeilen.
Bis Ende 2023 soll die Übertragung aller BBC-Programme in SD über die Astra-Satelliten gänzlich eingestellt werden. Über Satellit ist dann nur noch der Empfang in HD möglich.
Anfang 2019 wurde der TV-Sender BBC Two Scotland in BBC Scotland umbenannt und sendet seitdem ein eigenständiges, regional orientiertes Programm. Der Grund für diese Änderung waren Forderungen aus Schottland an die BBC, mehr Gelder der schottischen Gebührenzahler in regionale Sendungen zu investieren.
In den Niederlanden sind BBC One und BBC Two über Kabel empfangbar. In der Schweiz sind ebenfalls sämtliche BBC-Programme digital in den Kabelnetzen der UPC Schweiz verfügbar.
BBC World News wird auch vom Astra-Satelliten auf 19.2°E ausgestrahlt (seit 1. April 2015 auch in HD) und seit 30. Juni 2015 sowohl in SD als auch in HD in das Kabelfernsehnetz von Unitymedia unverschlüsselt eingespeist.
BBC World Service wird weltweit in wichtigen Städten wie zum Beispiel Berlin auf UKW gesendet.
Der britische „Electronic Program Guide“ (EPG) wird von den meisten Receivern mit deutscher Werksvoreinstellung nicht unterstützt.
Ausstrahlungsformate:
Radio AM (LW/MW/KW)schlechte Qualität mit üblichem Empfänger; beispielsweise BBC World Service auf MW 648 kHz oder Radio Five Live auf 693 und 909 kHz; Langwelle auf 198 kHz (BBC Radio 4).
Radio DRM-Testsendungen (Digital Radio Mondiale) auf MW 1296 kHzgute Tonqualität, die Sendungen finden vor allem abends statt
Radio FM (UKW)für Fernempfang ungeeignet
Radio DAB (Digital-Radio)für Fernempfang ungeeignet
Radio digital Satellit (DVB-S)via Astra 2E und 2F. BBC World Service auch auf Astra 19.2° Ost.
Radio DVB-Tfür Fernempfang ungeeignet
Radio WorldspaceEmpfang nur mit einem speziellen Worldspace Receiver
Fernsehen analog terrestrisch (PAL/AM SSBSC)für Fernempfang ungeeignet
Fernsehen digital terrestrisch (DVB-T)für Fernempfang ungeeignet
Fernsehen digital Satellit (DVB-S)via Astra 2E und 2F
WebUnter dem Markennamen bbc.co.uk (früher: BBC Online) bietet die Rundfunkanstalt ein umfangreiches Informationsangebot mit über zwei Millionen Seiten an; viele Programme und Einzelsendungen sind über Streaming-Verfahren und Audio-on-Demand-Dienste abrufbar. Der Großteil des Online-TV Angebotes der BBC (BBC iPlayer) ist für Nutzer außerhalb des Vereinigten Königreiches durch Geoblocking nicht abrufbar.
Mit dem BBC Radio Player, einem Pop-up-Browser, können 18 BBC-Radioprogramme und 40 BBC-Lokalstationen weltweit live aufgerufen werden. Außerdem können im Player alle Sendungen sämtlicher Radiostationen (auch der Regionalsender) eine Woche lang zu jedem beliebigen Zeitpunkt unentgeltlich nachgehört werden (Audio-on-Demand).
Laut Alexa wird die Website bbc.com als die 79. beliebteste Website im Internet eingestuft.
Man beachte weiterhin für analoges Fernsehen, dass die Empfangsnorm etwas von dem in Deutschland verwendeten PAL B/G abweicht. Das Vereinigte Königreich verwendet PAL-I (anderer Tonträgerabstand) und für den Stereo-Ton NICAM.

## Senderbelegung

### Hörfunk
| Hörfunksender           | Hörfunksender             | Schwerpunkt |
| ----------------------- | ------------------------- | --- |
| BBC Radio 1             | BBC Radio 1               | Pop, Rock, DJ-Shows für jugendliche Zielgruppen |
| BBC Radio 2             | BBC Radio 2               | Leichte Unterhaltung für erwachsene Zielgruppen |
| BBC Radio 3             | BBC Radio 3               | Klassische Musik und moderne akustische Musikrichtungen |
| BBC Radio 4             | BBC Radio 4               | Nachrichten, Kultur, Wissenschaft, Gesellschaft, Hörspiele |
| BBC Radio 5 Live        | BBC Radio 5 Live          | Newstalk-Format mit Kurznachrichten alle 30 Minuten sowie Sport |
| BBC Radio Asian Network | BBC Asian Network         | Sender von/für asiatische Minderheiten |
| BBC Radio World Service | BBC World Service         | Auslandsdienst: Weltnachrichten und Dokumentarsendungen |
| BBC Local Radio         | BBC Local Radio           | Regionalprogramme für 46 Gebiete Großbritanniens; für die Landesteile des Vereinigten Königreichs außerhalb Englands gibt es jeweils eigene Programme, die dort flächendeckend ausgestrahlt werden: BBC Radio Wales; BBC Radio Cymru (auf Walisisch); BBC Radio Scotland; BBC Radio nan Gaidheal (auf Schottisch-Gälisch); BBC Radio Ulster; BBC Radio Foyle |
| BBC Radio 1Xtra         | BBC Radio 1Xtra*          | Soul, Hip-Hop, R&B, Garage |
| BBC Radio 1 Dance       | BBC Radio 1 Dance **      | Clubmusik |
| BBC Radio 1 Relax       | BBC Radio 1 Relax **      | eher ruhigere Musiksendungen |
| BBC Radio 1 Relax       | BBC Radio 4 Extra*        | Humor, Kinderfunk und Hörspiele aus dem BBC-Archiv (rund um die Uhr), ersetzt BBC Radio 7 |
| BBC Radio 5             | BBC Radio 5 Sports Extra* | weitere Sportereignisse |
| BBC Radio 6 Music       | BBC Radio 6 Music*        | Alternative Musikrichtungen, als Gegenpol zum eher mainstream-orientierten Radio 1 und Radio 2 |

Die meisten Sender sind digital und analog empfangbar, mit * gekennzeichnete Sender nur digital, ** gekennzeichnete Sender nur in der Webapp und Mobile App BBC Sounds (nicht in Webradios).

### Fernsehen

#### Im Inland
| Fernsehsender  | Fernsehsender  | Schwerpunkt                                                                                          |
| -------------- | -------------- | --- |
| BBC One        | BBC One        | Schwerpunkt eher Massenunterhaltung                                                                  |
| BBC Two        | BBC Two        | Schwerpunkt anspruchsvollere Programme                                                               |
| BBC Three      | BBC Three      | Kultur, Drama, Humor Seit Februar 2016 reines VoD-Angebot Rückkehr ins Fernsehen am 1. Februar 2022. |
| BBC Four       | BBC Four       | Kultur, Bildung                                                                                      |
| BBC News       | BBC News       | 24-Stunden-Nachrichten                                                                               |
| CBeebies       | CBBC           | Jugendprogramm                                                                                       |
| CBeebies       | CBeebies       | Kleinkinderprogramm                                                                                  |
| BBC One HD     | BBC One HD     | BBC One Simulcast in HD                                                                              |
| BBC Two HD     | BBC Two HD     | BBC Two Simulcast in HD                                                                              |
| BBC Three HD   | BBC Three HD   | BBC Three Simulcast in HD Rückkehr ins Fernsehen am 1. Februar 2022.                                 |
| BBC Four HD    | BBC Four HD    | BBC Four Simulcast in HD                                                                             |
| BBC News       | BBC News HD    | BBC News Simulcast in HD                                                                             |
| BBC Parliament | BBC Parliament | Liveübertragung aus Westminster                                                                      |
| BBC Alba       | BBC Alba       | Fernsehkanal in schottisch-gälischer Sprache                                                         |
| BBC Red Button | BBC Red Button | interaktives Fernsehen                                                                               |

Alle Sender werden digital ausgestrahlt, BBC One und BBC Two zusätzlich analog.

#### Im Ausland
| Fernsehsender     | Fernsehsender     | Schwerpunkt                                                   |
| ----------------- | ----------------- | ------------------------------------------------------------- |
| BBC America       | BBC America       | US-amerikanischer Kabelfernsehen-Ableger                      |
| BBC Canada        | BBC Canada        | Kanadischer BBC-Ableger                                       |
|                   | BBC Food          |                                                               |
| BBC Lifestyle     | BBC Lifestyle     |                                                               |
|                   | BBC Kids (Canada) |                                                               |
| BBC Persian       | BBC Persian       | persischsprachiger (Farsi) Sender                             |
| BBC News          | BBC News          | 24-Stunden-Nachrichten                                        |
| BBC Prime         | BBC Prime         | Unterhaltungsprogramm (außerhalb des Vereinigten Königreichs) |
| BBC Entertainment | BBC Entertainment | (außerhalb des Vereinigten Königreichs)                       |
| BBC Knowledge     | BBC Knowledge     | (außerhalb des Vereinigten Königreichs)                       |
| CBeebies          | CBBC              | (außerhalb des Vereinigten Königreichs)                       |
| CBeebies          | CBeebies          | (außerhalb des Vereinigten Königreichs)                       |
| BBC Parliament    | BBC Parliament    | Liveübertragung aus Westminster                               |
| BBC HD            | BBC HD            | (außerhalb des Vereinigten Königreichs)                       |
| Animal Plant      | Animal Planet     |                                                               |
| Liv               | Liv               |                                                               |
|                   | UK.TV             |                                                               |
|                   | UKTV              | (Australien und Neuseeland)                                   |

## Kritik
Im Oktober 2014 veröffentlichte der BBC Trust das BBC-Beschwerdeframework. Das britische Unterhaus des Vereinigten Königreichs legte in seinem Bericht The Future of the BBC (Die Zukunft der BBC) fest, dass BAKOM die letzte Beschwerdeinstanz sein soll.
Die BBC wurde lange von Konservativen einer zu starken links-liberalen Orientierung beschuldigt. Mitglieder der Regierung von Margaret Thatcher warfen der BBC Voreingenommenheit vor.
Im Jahr 2011 sagte Peter Sissons (1942–2019; 1989 bis 2009 Hauptnachrichtenmoderator der BBC), die BBC sei im Kern fest in der Hand der Linken. Der Moderator Andrew Marr (* 1959) äußerte, die BBC sei „nicht unparteiisch oder neutral. Sie hat eine liberale Ausrichtung, weniger eine parteipolitische Ausrichtung. Sie ist besser als kulturell liberale Ausrichtung zu beschreiben.“ Der frühere BBC-Regisseur Roger Mosey stufte die BBC als „liberale Defensive“ ein. Im März 2014 schrieb der linke Kolumnist Owen Jones für The Guardian: „Die Wahrheit ist, dass die BBC voll von Rechten ist.“
Der Biowaffenexperte und Whistleblower David Kelly war die Hauptquelle für einen BBC-Bericht vom 20. Juli 2003, in dem der britischen Regierung vorgeworfen wurde, Geheimdienstberichte über irakische Massenvernichtungswaffen aufgebauscht zu haben. Der BBC-Reporter Andrew Gilligan beschrieb bei seinem eigenen Auftritt vor dem Auswärtigen Ausschuss des britischen Parlaments am 19. Juni 2003 seine Quelle so genau, dass Kennern der Regierung klar wurde, dass Kelly der Whistleblower war. Nach Zeugenaussagen war die Offenlegung der Quelle die offizielle Strategie des Senders, bis in die Chefetage. Die Journalistin Watts erhob schwere Vorwürfe gegen den Sender. Auf sie sei Druck zur Offenlegung ihrer Quellen ausgeübt worden. Kelly starb am 17. Juli 2003, angeblich durch Suizid.
Ab Oktober 2012 wurden Vorwürfe des Kindesmissbrauchs gegen den 2011 verstorbenen BBC-Moderator Jimmy Savile bekannt. Savile soll jahrzehntelang hunderte von Opfern missbraucht haben, häufig auch auf dem BBC-Gelände bei Dreharbeiten zu Fernsehshows. Viele BBC-Mitarbeiter hätten davon offenbar gewusst, aber wegen Savilles großem Einfluss bei der BBC geschwiegen. Die BBC sprach sich 2016 in einer internen Untersuchung eine Mitverantwortung an Savilles Missbrauchsfällen zu.
Im April 1996 enthüllte die Mail on Sunday, dass der BBC-Journalist Martin Bashir sich mit Hilfe von gefälschten Dokumenten, mit denen eine Bespitzelung durch das Königshaus belegt werden sollte, Zugang zu Prinzessin Diana verschaffte, um sie zu dem „Panorama“-Interview vom 20. November 1995 zu überreden. Am 20. Mai 2021 veröffentlichte die BBC einen Untersuchungsbericht, erstellt vom ehemaligen ranghohen Richter Lord Dyson. Dyson bestätigte die Mail on Sunday-Enthüllung von 1996. Dianas Söhne (Harry und William) kritisierten die BBC scharf.
Lord Michael Grade, ehemaliger BBC-Vorsitzender, fordert einen tiefgreifenden Wandel. Plattitüden, wie sie die BBC in ihrer Entschuldigung ausspreche, reichten nicht aus. Der Skandal sei der Beweis, dass das jetzige System nicht funktioniere.
Im Jahr 2020 wollte die BBC das Singen patriotischer Lieder beim legendären Abschlusskonzert der Proms verbieten. In Anbetracht eines über Parteigrenzen hinweggehenden Proteststurms musste der Sender schließlich die patriotischen Lieder samt Text zulassen – eine Entscheidung, die sowohl von Premierminister Boris Johnson als auch Oppositionsführer Keir Starmer begrüßt wurde.

### Nahost-Berichterstattung
Im Zuge der Reaktion Israels auf den Terrorangriff der Hamas im Oktober 2023 geriet die Berichterstattung der BBC des Öfteren in die Kritik. Einige konservative Medien (The Daily Telegraph, The Spectator) warfen der BBC vor, Terrorismus zu verharmlosen und Falschinformationen zugunsten der Hamas zu verbreiten.
Am 7. Oktober, dem Tag des Angriffs, strahlte die BBC ein Interview mit Refaat Alareer aus. Der Autor und Dozent an der Islamischen Universität in Gaza rechtfertigte den Terrorismus und bezeichnete die Terrorakte der Hamas nicht nur als legitim, sondern verglich sie mit dem Widerstand der Juden im Warschauer Ghetto.
Nach heftigen Protesten sowie Beschwerden seitens jüdischer Gemeindeführer und Abgeordneter im Vereinigten Königreich behaupteten die BBC-Verantwortlichen zwar, dass die beleidigenden Kommentare in der Sendung energisch bestritten worden seien, sie räumten jedoch einen Fehler ein und versprachen, Alareer werde nicht wieder eingeladen.
Nach einer Explosion des Al-Ahli Krankenhauses im nördlichen Gazastreifen am 17. Oktober 2023 übernahm die BBC unkritisch die Version der Hamas und berichtete von einem israelischen Luftangriff, der 500 Menschen getötet habe. Nach wenigen Tagen ergaben allerdings die meisten Untersuchungen von Medien und Geheimdienste, dass die Explosion mit hoher Wahrscheinlichkeit durch eine abgestürzte Rakete des Palästinensischen Jihad verursacht wurde. Am 19. Oktober äußerte sich die BBC und nannte die Berichterstattung des Zwischenfalls einen Fehler. Die israelische Seite sowie britische Politiker warfen der BBC vor, unkritisch die Propaganda der Hamas zu übernehmen.
Wenige Wochen später kam es zu einem weiteren Zwischenfall. Eine Reporterin der BBC sagte während einer BBC-News-Sendung tatsachenwidrig, im Shifa-Krankenhaus in Gaza wären Arabisch sprechende Personen von Angehörigen des israelischen Militärs angegriffen worden. Der tatsächliche AP-Bericht, auf den sich die BBC bezog, berichtete stattdessen, dass die israelischen Verteidigungstruppen zum Shifa-Krankenhaus in Gaza mit eigenem medizinischem Personal und Arabisch sprechenden Menschen kamen, um Patienten und Patientinnen zu helfen. Die BBC entschuldigte sich und stellte die Fakten in der nächsten Sendung korrekt dar.
Im Juli 2025 forderten über 400 Schauspieler und Medienschaffende, darunter Miriam Margolyes, Alexei Sayle, Juliet Stevenson und Mike Leigh, in einem Brief an die BBC-Geschäftsführung die Absetzung des Vorstandsmitglieds Robbie Gibb wegen angeblicher Interessenkonflikte im Zusammenhang mit dem Nahostkonflikt. Zu den Unterzeichnern gehörten auch 111 BBC-Journalisten sowie Zawe Ashton, Khalid Abdalla und der Historiker William Dalrymple, die ihre „Besorgnis über undurchsichtige redaktionelle Entscheidungen und Zensur bei der BBC in der Berichterstattung über Israel/Palästina" zum Ausdruck brachten; sie konstatierten, die BBC sei zu zaghaft in ihrer Kritik der israelischen Regierung und „gelähmt von Angst“, als zu kritisch wahrgenommen zu werden. Robbie Gibb, ehemaliger Kommunikationsdirektor von Theresa May und einstmaliger Leiter des politischen Teams der BBC in Westminster, hatte 2020 das Konsortium geleitet, das den Jewish Chronicle kaufte, und war bis August 2024 Direktor von Jewish Chronicle Media gewesen.

## MI5-Überprüfungsrichtlinie
Bereits in den 1930er bis 1990er Jahren war der britische Inlandsgeheimdienst MI5 mit der Überprüfung von Bewerbern um BBC-Positionen befasst, um Personen fernzuhalten, die als subversiv galten. Im Jahr 1933 begann der BBC-Chef Alan Dawnay, sich mit dem Chef des MI5 Sir Vernon Kell zu treffen, um inoffiziell mit Informationen zu handeln. Ab 1935 wurde eine formelle Vereinbarung getroffen, wonach Bewerber vom MI5 (ohne ihr Wissen) auf ihre politischen Ansichten überprüft werden sollten (die Existenz des MI5 selbst wurde erst nach dem Security Service Act 1989 offiziell anerkannt).
Diese Beziehung erregte breitere Aufmerksamkeit in der Öffentlichkeit, nachdem ein Artikel von David Leigh und Paul Lashmar im August 1985 im Observer erschienen war und enthüllte, dass MI5 Termine überprüft hatte und Operationen aus Raum 105 im Broadcasting House liefen. Eine Notiz von 1984 zeigt, dass zu den auf der schwarzen Liste stehende Organisationen die Communist Party of Great Britain, die Socialist Workers Party und andere Parteien standen. Eine Zuordnung zu einer dieser Gruppen konnte dazu führen, dass eine Bewerbung abgelehnt wurde.
Im Oktober 1985 kündigte die BBC an, den Überprüfungsprozess zu stoppen, mit Ausnahme einiger Personen in Führungspositionen sowie derjenigen, die für den Notfall-Rundfunk (im Falle eines Atomkriegs) verantwortlich sind sowie Mitarbeiter des BBC-World Service. Nach dem Security Service Act von 1989 war das „Vetting“ im Jahr 1990 nur noch auf diejenigen beschränkt, die für den Rundfunk während des Krieges verantwortlich sind, und auf diejenigen, die Zugang zu geheimen Regierungsinformationen haben. Michael Hodder, der Stonhams Nachfolger wurde, ließ die MI5-Prüfungsakten an die BBC-Archive in Reading, Berkshire, übermitteln.

## Erhaltene Auszeichnungen
- 1997: Rose von Montreux – Ehrenrose
- 2000: Leibniz-Ring-Hannover

## Von der BBC vergebene Auszeichnungen
Die BBC verleiht jährlich verschiedene Auszeichnungen für Sportler:
- Der BBC Sports Personality of the Year ehrt seit 1954 den Sportler des Jahres in Großbritannien.
- Seit 1999 wird der BBC Sports Personality of the Year Coach Award an einen Trainer verliehen.
- Seit 1992 wird der BBC African Footballer of the Year an einen afrikanischen Fußballer vergeben.

## Weitere Einrichtungen
- World News Network ist ein Online-Magazin unter Beteiligung der BBC
- BBC Scotland, de facto die nationale Rundfunkanstalt von Schottland (autonom vom Mutterhaus in London)
- BBC Cymru Wales, Niederlassung der BBC für Wales am Standort Cardiff
- BBC Studios Germany, deutsches Tochterunternehmen (GmbH, eine Produktionsfirma) mit Sitz in Köln (umbenannt von bisher BBC Worldwide Germany)[71]
- BBC Sound Effects, Online-Datenbank für Klangeffekte[72]

## Trivia
In Großbritannien wird die BBC auch „Auntie“ (Tantchen) und „Beeb“ genannt.